# Харис Дикинсън
Харис Дикинсън (на английски: Harris Dickinson) е английски актьор. Той е известен с участието в драмата „Плажни плъхове“ (2017), който е номиниран за награда „Независим дух“ за най-добър актьор в главна роля. Оттогава играе Джон Пол Гети III в драматичния сериал „Богатството“ (2018), и участва във филмите „Господарка на злото 2“ (2019), „King's Man: Първа мисия“ (2021), „Идиотският триъгълник“ (2022) и „Където пеят раците“ (2022).

## Ранен живот
Дикинсън е роден на 24 юни 1996 г. в Лейтънстоун, източен Лондон, и израства в парк „Хайъмс“. На 17 години напуска училище и започва да се занимава с актьорско майсторство.

## Филмография

### Филми
| Година | Заглавие                    | Роля                   | Бележки |
| ------ | --------------------------- | ---------------------- | ------- |
| 2017   | Плажни плъхове              | Франки                 |         |
| 2018   | Пощенски картички от Лондон | Джим                   |         |
| 2018   | Тъмна дарба                 | Лиам Стюарт            |         |
| 2019   | County Lines                | Саймън                 |         |
| 2019   | Маттиас и Максим            | Макафий                |         |
| 2019   | Господарка на злото 2       | Принц Филип            |         |
| 2021   | The Souvenir Part II        | Пийт                   |         |
| 2021   | King's Man: Първа мисия     | Конрад Оксфорд         |         |
| 2022   | Идиотският триъгълник       | Карл                   |         |
| 2022   | Където пеят раците          | Чейз Андрюс            |         |
| 2022   | Вижте как бягат             | Ричард „Дики“ Атънбъро |         |